# Litoria axillaris
Litoria axillaris es una especie de anfibio anuro de la familia Pelodryadidae.

## Distribución geográfica
Esta especie es endémica de Kimberley en Australia Occidental. Habita en la Reserva Natural del Río Prince Regent.

## Descripción
Esta especie mide de 22.0 a 25.5 mm.

## Publicación original
- Doughty, 2011: An emerging frog diversity hotspot in the northwest Kimberley of Western Australia: another new frog species from the high rainfall zone. Records of the Western Australian Museum, vol. 26, p. 209-218[3]